# Евдокиевская церковь (Московский кремль)
Евдокиевская церковь (Евдокиинская) — утраченная дворцовая церковь в Московском кремле.
Полное название храма — Церковь во имя преподобномученицы Евдокии, что у государыни царицы «на сенях». Была устроена в 1627 году на верху, над Екатерининской церковью, в честь ангела царицы Евдокии Лукьяновны Стрешневой. Представлена на рисунках изображающих венчание в 1626 году царя Михаила Фёдоровича с Евдокией Лукьяновной, пятиглавою, хотя и соответствует действительности, но в то время она ещё не была построена.
Предположительно была перестроена в теремную Церковь Воскресения Словущего (см. Домовые церкви Теремного дворца).

## История церкви
Как домовой храм была часто посещаема царями и царицами с детьми. Особенно часто её посещала царица Евдокия Лукьяновна. В дни именин царицы здесь служил литургию московский патриарх.
Сохранилось это и при царе Алексее Михайловиче, по случае дня ангела его дочери царевны Евдокии Алексеевны. Одну из служб описал Павел Алеппский, упоминая при том и саму церковь: «….по принятому у них каждый год обыкновению, царь прислал за патриархом с приглашением служить у него в одной из придворных церквей, а именно в верхней, во имя святой Евдокии, по случаю празднования дня рождения его старшей дочери. Мы прибыли и поднялись в церковь и служили в ней вместе с московским патриархом и архиепископом Сербским, в присутствии царя и некоторые его приближённых, а также царицы и сестёр царя. Двери заперли за ними, чтобы никто не входил, и они смотрели на нас из-за решётки и маленьких окон. Эта церковь очень мала, древней постройки и её купол позолочен. Церковь предназначалась для царя в зимнее время». Павел Алеппский не мог скрыть своего удивления, что царь в сей церкви сам ставил свечи.
В феврале 1661 года в церкви царь слушал литургию, а после обедни жаловал именинными пирогами бояр и других лиц. В сентябре 1667 года служили литургию, в присутствии царской семьи, патриархи Паисий Александрийский и Макарий Антиохийский. В марте 1675 года патриарх Иоаким с протопопами Успенского, Рождественского, Верхоспасского соборов, ключарем Благовещенского собора и 2 священниками Евдокиинской церкви проводили литургию. В данном храме царь Алексей Михайлович исповедовался, нередко говел и причащался в великие посты.

### Производимые работы
О проведении работ и реставрации, проходивших в храме после основания, сохранились отрывочные сведения. В 1654 году неизвестно почему, но проводилось возобновление и после было проведено малое освящение. В 1660 году под руководством Симона Ушакова иконописцы писали царские врата. В этом же году были обиты красным сукном двери и ставни. В 1664 году на церковных стенах расписывали травы иконописцы Иван Владимиров, Иван Феофилактов и Федот Тимофеев. С мая по июнь 1673 года Симон Ушаков вместе с другими иконописцами чистили, олифили, чинили и подновляли иконы, которые были принесены в мастерские из церкви преподобной Евдокии, а иконописец Иван Филатьев реставрировал деревянный аналой. В 1677 году к празднику Пасха, были вновь побелены стены церкви, работы проводили Иван и Матвей Афанасьевы. В 1678 году проводились работы по внешней отделке и внутреннему украшению церкви, был сделан новый резной иконостас, Симон Ушаков с иконописцами писал иконы, приводились в порядок предметы ризницы. В 1678—1679 годах по велению царя вновь расписывались стены. В 1681 году были переделаны главы церкви, заменены деревянные кресты на железные, оправленные медью, а сквозные оправы позолочены.
Царь Фёдор Алексеевич, обновив свой верхний каменный теремной дворец со всеми его церквями, подверг капитальной переделке и Евдокиевскую церковь. К освящению церкви 15 декабря 1681 года протопопу Ивану Лазареву патриархом был выдан антиминс, напечатанный на холсте. По новому освящению, во имя Воскресения Христова, церковь стала называться Воскресенской, но нередко в официальных документах XVII века называлась по прежнему — Евдокиинская.
Историк Иван Михайлович Снегирёв, не находя церкви на Мичуринском плане г. Москвы 1739 года, высказал предположение, что она была сломана в XVIII столетии, то же мнение поддержал и историк Павел Михайлович Строев.

## Критика
Предположения, что Евдокиинская церковь при царе Фёдоре Алексеевиче была перестроена и переосвящена в Воскресенскую церковь в 1681 году, по мнению П. М. Строева, лишены основания. Воскресенскую церковь он считает придельной при Верхоспасском соборе.